# سهره گلی رگه‌دار
سهره گلی رگه‌دار (نام علمی: Carpodacus rubicilloides) یک گونه از سهره‌های راستین (خانواده سهرگان) است که در فلات هیمالیا یافت می‌شود. زیستگاه طبیعی آن درختچه‌زارهای شمالی است.
دو زیرگونه شناخته شده‌است:
- C. r. rubicilloides - تبت شرقی تا مرکز و جنوب چین
- C. r. lucifer - تبت جنوبی و هیمالیا